# Calocheiridius crassifemoratus crassifemoratus
Calocheiridius crassifemoratus crassifemoratus es una subespecie de arácnido del orden Pseudoscorpionida de la familia Olpiidae.

## Distribución geográfica
Se encuentra en África Central.